# 施泰因巴赫河 (哈芬洛爾河支流)
49°56′8.76″N 9°24′26.04″E / 49.9357667°N 9.4072333°E

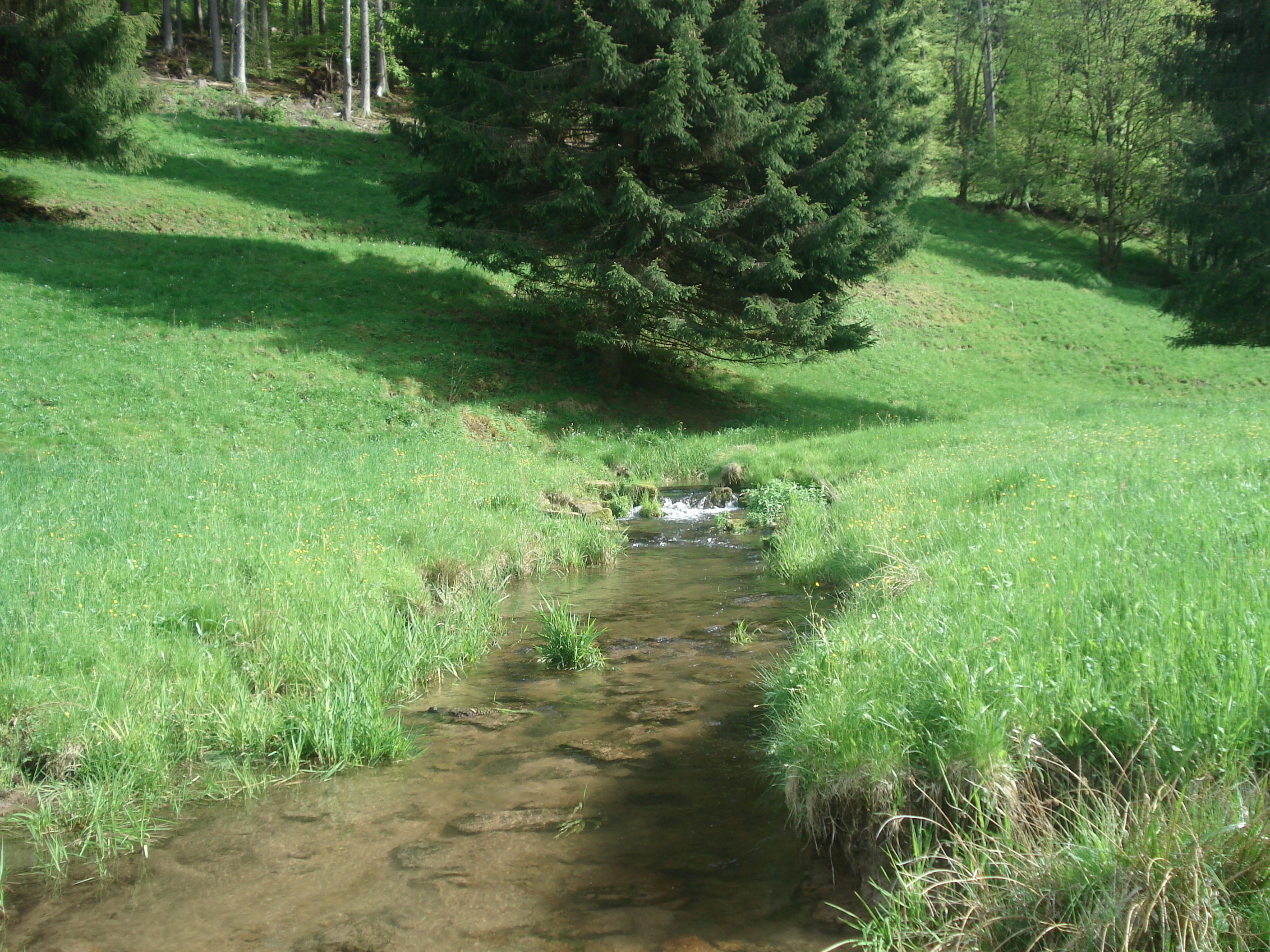

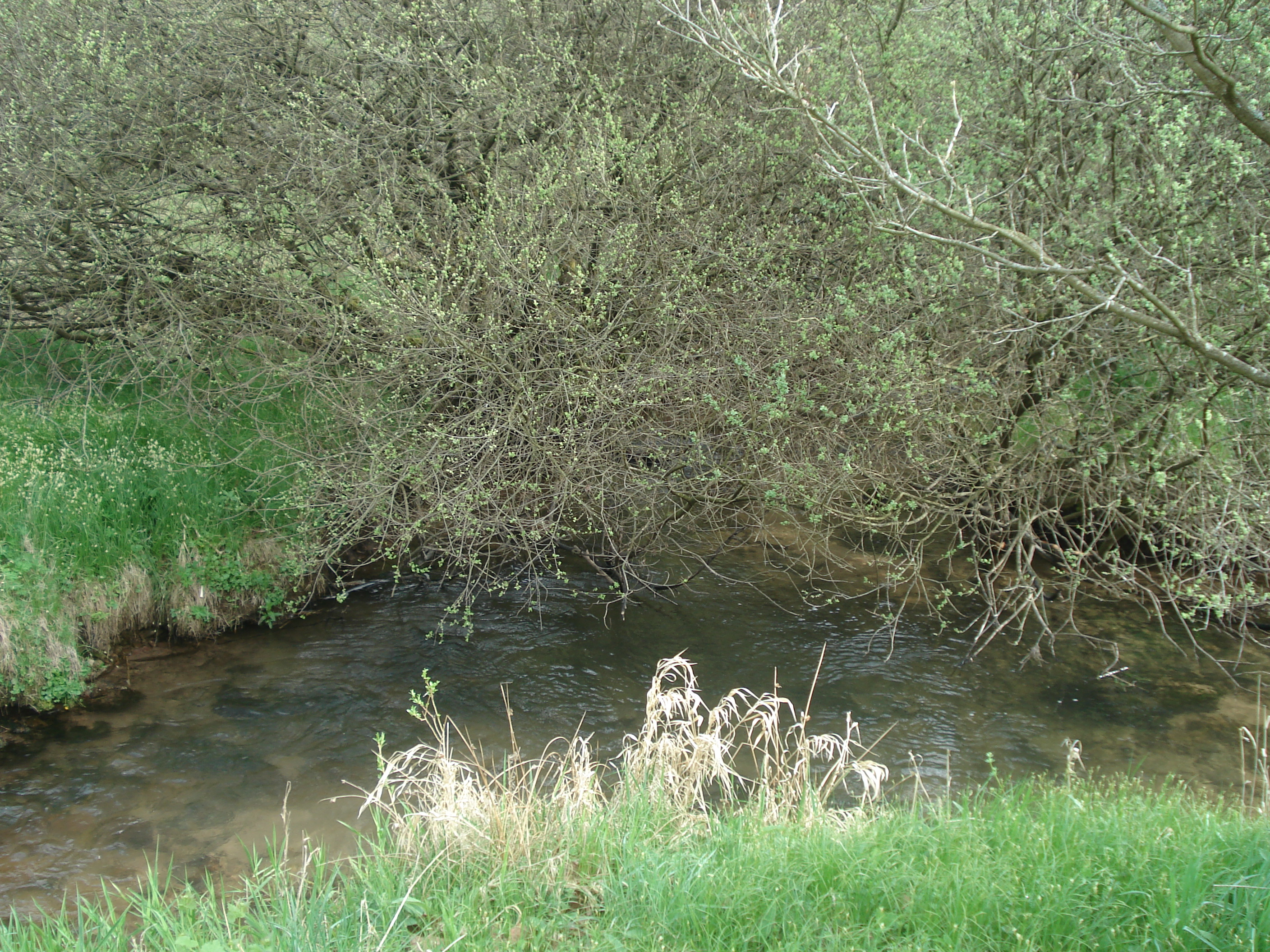

施泰因巴赫河（德語：Steinbach），是德國的河流，位於該國東南部，由巴伐利亞負責管轄，屬於哈芬洛爾河的右支流，河道全長5.5公里，流域面積23.4平方公里。